# Edukacja na odległość

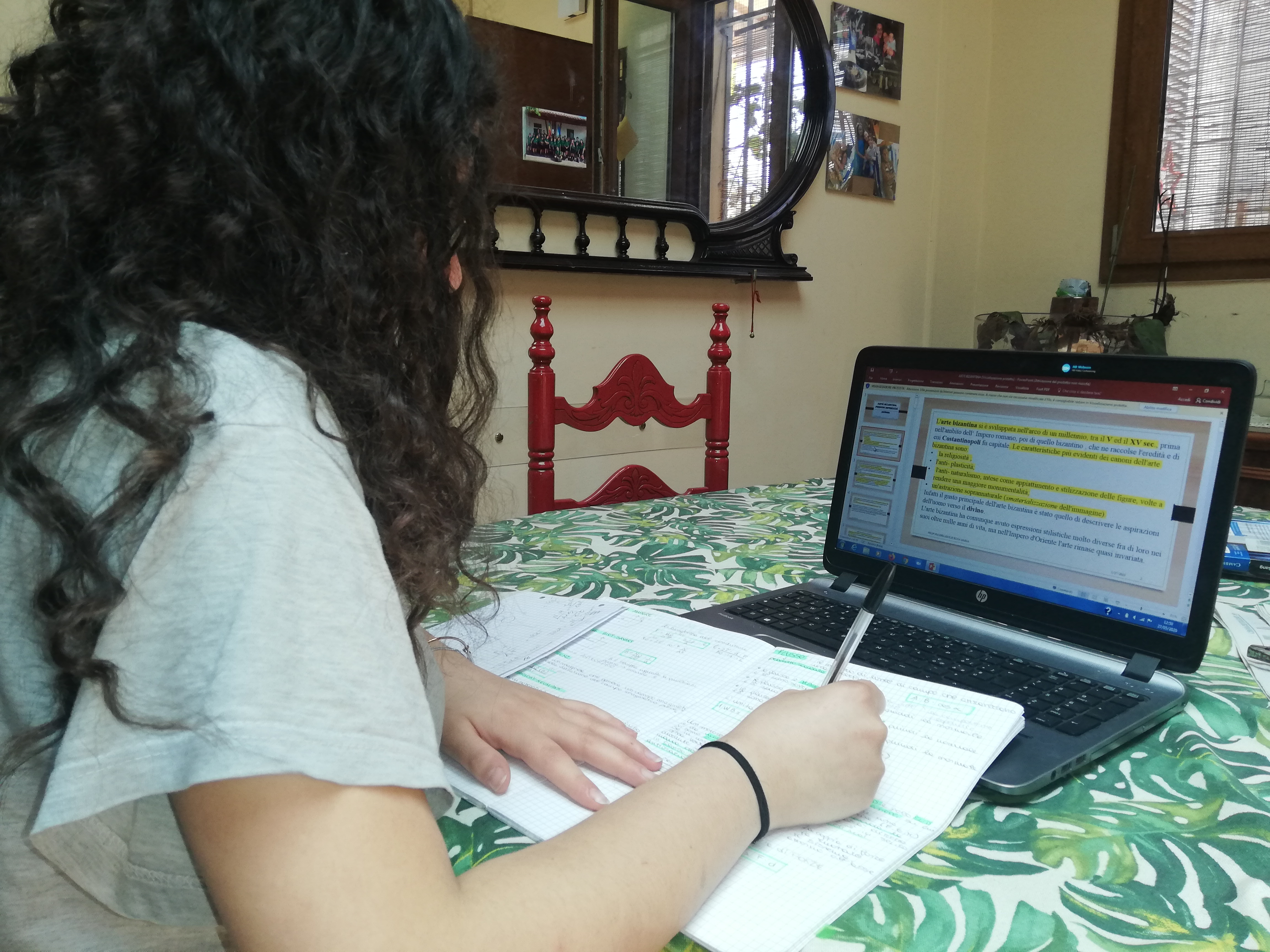
Edukacja na odległość we Włoszech

Edukacja na odległość, zwana też zdalnym nauczaniem (D-learning lub dLearning z ang. distance learning) – metoda uczenia się charakteryzująca się odseparowaniem nauczyciela od ucznia oraz ucznia od grupy uczących się, zastępując bezpośrednią komunikację interpersonalną (typową dla konwencjonalnej edukacji) komunikacją, w której pośredniczy tradycyjna poczta i technologia komunikacyjna. 
Pierwszymi przykładami zastosowania edukacji na odległość są szkoły korespondencyjne. Jednym z warunków edukacji na odległość jest zapewnienie komunikacji w obie strony, tak aby możliwy był dialog między słuchaczem a nauczycielem, jednakże nie jest tu wymagana jednoczesność miejsca i czasu.
Pojęcie to często bywa błędnie utożsamiane z e-learningiem, który jest tylko jedną z form uczenia się na odległość.
Odmianą edukacji na odległość jest teleedukacja zakładająca bezpośredni kontakt w czasie rzeczywistym pomiędzy nauczycielem i uczniem za pomocą systemów audio- i wideokonferencji. Inną formą d-learningu są edukacyjne programy i audycje realizowane za pośrednictwem środków masowego przekazu, w szczególności edutainment.